# Hérauts de l'Évangile
Les Hérauts de l’Évangile (en latin Evangelii Præcones) sont une association internationale de fidèles de droit pontifical qui se veulent zélateurs du culte marial, selon l’expression de Jean Paul II qui suivit l’approbation pontificale de l’association : « Soyez messagers de l’Évangile par l’intercession du Cœur immaculé de Marie ». Ils «se fixent pour objectif d’être un instrument de sainteté dans l’Église en favorisant l’unité intime entre foi et vie et en agissant pour l’évangélisation des réalités temporelles, surtout à travers l’art et la culture ».

## Histoire
L'association est fondée le 21 septembre 1999 à l'initiative de João Scognamiglio Clá Dias (en), ancien membre de l'association Tradition, famille et propriété, qui devient le président général des Hérauts jusqu’à sa démission le 12 juin 2017. Une branche « autonome » de Tradition, famille et propriété est à l'origine des Hérauts,.
Érigée canoniquement en 1999 par l’évêque de Campo Limpo (en), elle a été reconnue par le Conseil pontifical pour les laïcs le 22 février 2001, et a reçu la charge de l’église San Benedetto in Piscinula à Rome en 2003.

## Caractéristiques
Les Hérauts de l’Évangile s’inscrivent dans la « nouvelle évangélisation » appelée par Jean-Paul II. Leurs statuts définissent trois lignes maîtresses, l’adoration du Saint-Sacrement, la dévotion à Marie et la fidélité au pape. Ces trois points sont repris sur leur blason.
Les membres associés se vouent au célibat et vivent en communautés, masculines ou féminines ; ils restent laïcs dans leur grande majorité et ne prononcent pas de vœux. Les personnes mariées ou les célibataires vivant dans le monde peuvent adhérer comme « coopérateurs ». L’association a également suscité deux sociétés de vie apostolique, Regina Virginium pour les femmes et Virgo Flos Carmeli pour les prêtres. Début 2013, l’ordre comprend 1 360 frères et 680 sœurs au Brésil et 760 autres laïcs consacrés dans le reste du monde. Leur branche sacerdotale comprend 188 prêtres en 2022. L’ordre dispose d’un séminaire et d’un institut de théologie, de la chaîne TV Arautos, de radios, d’une agence de presse et de sites internet.[source secondaire nécessaire]
Leur habit — marron uni pour les prêtres, marron et blanc pour les moines, marron et caramel pour les moniales, beige pour les séminaristes, blanc pour les coopérateurs laïcs — est marqué d’une grande croix de Saint-Jacques bicolore rouge et blanche, et de bottes noires. Ils disposent aussi d’une chaîne où pend un rosaire.
L’église principale appelé Notre-Dame-du-Rosaire, est situé à Caieiras, dans les forêts du nord de São Paulo. Cette basilique est bâtie et décorée sur le modèle gothique de la chapelle basse de la Sainte-Chapelle à Paris. Les sœurs vivent dans un monastère proche qui comprend un spectaculaire réfectoire.

## Abus psychologiques, physiques et sexuels
En octobre 2024, une enquête de Radio-Canada révèle que les jeunes étudiants des écoles tenues par les Hérauts au Brésil y seraient victimes de différents types d'abus, incluant psychologiques, physiques et sexuels.

## Mouvement sectaires

### Enquêtes du Saint-Siège
Selon Andrea Tornielli, le Vatican aurait ouvert une enquête sur certains agissements du groupe, notamment des séances d'exorcisme au cours desquelles les officiants dialogueraient avec le diable. Si l'accusation est invérifiable, de telles pratiques sont toutefois rigoureusement interdites par l'Église catholique.
Le sociologue catholique Massimo Introvigne décrit le groupe comme « une sorte de secte secrète et extravagante » dont la trinité est composée de « Plinio Corrêa de Oliveira, fondateur du mouvement Tradition, famille et propriété, de sa mère Dona Lucilia, et de Monseigneur Clá Días lui-même ». Une campagne de calomnies incitait à faire croire que certains membres de l'association prétendent que, au cours de conversations avec le diable, ce dernier a prétendu que le pape François est son pantin.
En 2017, à la suite d'un décret prédéterminé en 2014 par la Congrégation pour les instituts de vie consacrée et les sociétés de vie apostolique on relève « des agissements extravagants, notamment des séances d’exorcisme au cours desquelles les officiants auraient dialogué avec le diable », et demande une visite apostolique et est placé sous l’autorité d’un commissaire pontifical, le cardinal brésilien Raymundo Damasceno Assis, archevêque émérite d’Aparecida,,. En janvier 2020, le pape demande à l'association d'« accepte[r] pleinement l’intervention du commissaire pontifical chargé d’enquêter sur ses pratiques ». L'enquête sera conclue en déterminant qu'il n'y avait rien contre la foi ou les coutumes de l'Église.[source secondaire nécessaire]
Le 22 juin 2021, par décret du cardinal João Braz de Aviz, préfet de la Congrégation pour les instituts de vie consacrée et les sociétés de vie apostolique, le Saint-Siège demande la fermeture des pensionnats dirigés par les Hérauts de l’Évangile « afin de protéger les enfants et adolescents des risques élevés de violences psychologiques et sexuelles auxquels ils étaient exposés »,. Ces accusations réputées sans fondements par les Hérauts de l’Évangile provoqueront l'abandon de cette requête,.[source secondaire nécessaire]
Même si tous les procès civils au Brésil ont été abandonnés, par faute de preuves[source secondaire nécessaire], une enquête de Radio-Canada faite avant la conclusion des procès en juillet 2024, allègue dans un reportage en octobre 2024, que les élèves des écoles des Hérauts de l'Évangile au Brésil y subissent un endoctrinement ainsi que différents types d'abus,. Ces accusations ont été rejetées par l'organisation, qui affirme respecter les droits des élèves et suivre les enseignements de l'Église catholique.[réf. nécessaire]